# Анания (имя)
Анания (ивр. חנניה‎ — «милость Господня») — мужское имя еврейского происхождения.
Со временем имя трансформировалось и образовались ещё две формы: Ананий и Анон. На Русь попало с христианством из Византии. Было популярным в крестьянской среде. От него произошли фамилии Ананьин и Ананьев.

## Известные носители
- Ананий Дьяков (1896—1939) — белорусский советский государственный деятель, педагог;
- Ананий Зайончковский (1903—1970) — выдающийся польский учёный, востоковед;
- Ананий Лякидэ (1855—1895) — русский педагог, писатель, популяризатор науки, переводчик с французского;
- Ананий Струков (1850—1922) — российский политический и государственный деятель;
- Анания Ширакаци (ок. 610 — ок. 685) — армянский географ, картограф, историк, астроном.

### В христианстве
- Анания (лжепророк) — противник Иеремии;
- епископ Анания Дамасский, апостол от 70 (4 января (70 ап.), 1 октября);
- Анания Вавилонский (VI век до н. э.) — мученик, отрок (17 декабря);
- Анания и Сапфира — персонажи Деяний святых апостолов;
- Анания, мученик (9 июня);
- Анания (22 января);
- Анания (Бойков), мученик (26 января (Новомуч.), 16 ноября);[1]
- Анания, преподобный (21 марта);
- епископ Анания Ефесский, священномученик (1 декабря);[2]
- Анания (Аристов), священномученик, иерей (26 января (Новомуч.), 2 ноября);
- Анания Новгородский, преподобный (17 июня);
- Анания Персиянин, мученик (1 декабря);[3]
- Анания Селевкийский, священномученик, пресвитер (17 апреля);[4]
- Анания Финикийский, священномученик, пресвитер (26 января).[5]